# Energize! Classic Remixes, Vol. 1
Energize! Classic Remixes, Vol. 1 è il quinto album di raccolta del gruppo musicale statunitense Information Society, pubblicato il 4 dicembre 2011.

## Tracce
1. Going, Going, Gone (Danny Saber Remix)
2. Back In The Day (Kasino Mix)
3. Walking Away (Space Age Mix)
4. I Like The Way You Werk It (Jr. Kain & Arvy Mix)
5. Lay All Your Love On Me (Justin Strauss Remix)
6. Growing Up With Shiva (Apocryphon Remix)
7. Think (Virtual Reality Mix)
8. Nothing Sacred (Apocryphon Palimpsest)
9. How Long (Justin Strauss Remix)
10. Baby Just Wants (Wesley Krusher Ghost Girl Remix)
11. Peace & Love, Inc. (Disco Mosh Pit Mix)
12. The Swamp